# Yaadein (film, 1964)
Pour plus de détails, voir Fiche technique et Distribution.
Yaadein (यादें, français : « Souvenirs ») est un film dramatique indien de Bollywood en noir et blanc, sorti en 1964, réalisé et produit par Sunil Dutt qui est également l'acteur principal.
Ce film est le premier film indien dans le cinéma ne comportant qu'un seul acteur et a donc trouvé une entrée dans le Livre Guinness des Records du Monde dans la catégorie Film narratif avec le moins d'acteurs.
Le film est une soliloquie et raconte l'histoire d'un homme qui, seul dans le foyer familial, relatant ses pensées et ses souvenirs. Le récit cinématographique progresse à travers des dialogues et une musique de fond composée par Vasant Desai, qui a également donné deux chansons chantées par Lata Mangeshkar.

## Synopsis
Anil (Sunil Dutt), un homme d'affaires prospère, rentre un soir dans sa maison somptueuse pour retrouver sa femme Priya (Nargis) et leurs deux enfants. Mais à son arrivée, il constate que sa famille n'est pas à la maison ; il suppose que sa femme est partie définitivement avec les enfants et est effrayé de sa vie sans eux et regrette ses absences répétées.
L'absence longue de sa famille déclenche chez lui une extraordinaire émotivité. Il se remémore également le jour où il a rencontré sa femme pour la première fois, comment ils se sont mariés, quand ils ont eu leurs deux enfants, leurs premiers malentendus, sa rencontre d'une petite amie Salma, les nuits où ils se sont battus, quand ils ont fait l'amour, et ainsi de suite. Nous comprenons que sa femme avait de nombreuses raisons de partir. Le moment le plus intéressant du film survient lorsque Anil se sent attaqué par des jouets le réprimandant pour son manque d'intérêt pour sa famille.
La seule présence vivante autre qu'Anil se produit à la fin lorsque sa femme Priya, est représentée en silhouette,.

## Fiche technique
- Titre original : यादें
- Titre français : Yaadein
- Titre anglais : Yaadein
- Réalisation : Sunil Dutt
- Scénario : Akhtar ul-Iman
- Pays de production : Inde
- Langue originale : hindi (et quelques phrases en anglais)
- Format : argentique ; noir et blanc
- Genre : drame, musical, mystère
- Durée : 131 minutes
- Date de sortie : 
  - Inde : 1964

## Distribution
- Sunil Dutt : Anil
- Nargis : Priya (silhouette et voix-off)

## Musique
- Radha Tu Hai Diwani - Lata Mangeshkar
- Dekha Hai Sapna Koi - Lata Mangeshkar

## Distinctions
- 1966: Filmfare Award
  - Meilleure photographie : S. Ramachandra (B&W category)
  - Meilleur son : Essa M. Suratwala[3]

## Autour du film
- Le film adopte un idiome avec les personnages du dessinateur humoristique Mario Miranda notamment lors de la scène dans le restaurant (utilisés pour les besoins du scénario), avec la caméra subjective très souvent utilisée, remplaçant souvent la présence de Priya dans les souvenirs d'Anil ainsi qu'avec les diverses voix-off des figurants.